# Bijela rijeka (Lepenica)
Bijela rijeka je rijeka u Bosni i Hercegovini.
Duga je 2 kilometara. Rijeka nastaje od rječica Bjelašnice i Korče kod Tarčina. U blizini se ulijevaju u nju i dva potoka, s lijeve i desne strane. Odatle teče kanjonom. Zajedno s Crnom rijekom čini Lepenicu koja se kasnije ulijeva u Fojničku rijeku.